# Cineteatro de Odemira
O Cineteatro de Odemira, igualmente conhecido como Cine-Teatro Camacho Costa, é um edifício histórico na vila da Odemira, na região do Alentejo, em Portugal.

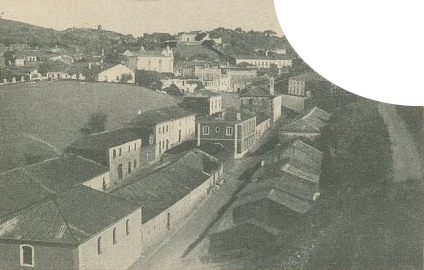
Vista do Bairro do Prado, em Odemira, nos princípios do século XIX. O edifício do Cineteatro foi construído na plataforma elevada ao fundo da rua, no centro da fotografia.

## Descrição
O edifício situa-se na Praça Sousa Prado, em Odemira. É dedicado ao actor Camacho Costa, falecido em 2003.
Possui lugar para 276 espectadores, e é administrado pela Câmara Municipal de Odemira. Além das suas funções como cinema, também afirma-se como um espaço nobre na vila para um local para a realização de outros eventos, como seminários e conferências.

## História
O cineteatro foi construído no século XX. Encerrou nos finais da centúria, tendo sido reaberto em Setembro de 2005, após a realização de obras. Durante esta intervenção foram encontrados extensos materiais arqueológicos, que provam que o local foi habitado há mais de dois mil anos, tendo sido encontrado espólio da Idade do Ferro e da época romana, durante as obras de remodelação. O principal vestígio consiste num fosso escavado na rocha, que terá sido instalado nos séculos IV a II a.C., e que era parte de uma muralha que defendia a povoação. No seu interior foi recolhido um abundante espólio, que inclui fragmentos de ânforas originárias no Mediterrâneo ocidental, peças em loiça fina, moedas romanas e outros materiais em bronze, e restos osteológicos de animais. Após o final das pesquisas arqueológicas, os vestígios foram novamente cobertos, no sentido de permitir a continução dos trabalhos de restauro do edifício.